# ヒラリー・ダフ (アルバム)
『ヒラリー・ダフ』（Hilary Duff）は、アメリカ合衆国の女性歌手、ヒラリー・ダフの2枚目のアルバム。
日本では2週間早く先行発売された。

## CD
1. フライ / Fly
2. ドゥー・ユー・ウォント・ミー? / Do you Want me?
3. ウィアード / Weird
4. ハイド・アウェイ / Hide Away
5. ミスター・ジェームズ・ディーン / Mr. James Dean
6. アンダニース・ディス・スマイル / Underneath This Smile
7. デインジャラス・トゥ・ノウ / Dangerous To Know
8. フーズ・ザット・ガール? / Who's That Girl?
9. シャイン / Shine
10. アイ・アム / I Am
11. ザ・ゲッタウェイ / The Getaway
12. クライ / Cry
13. ヘイターズ / Haters
14. ロック・ディス・ワールド / Rock This World
15. サムワンズ・ウォッチング・オーバー・ミー / Someone's Watching Over Me
16. エリコ / Jericho
17. ザ・ラスト・ソング / The Last Song

[Bonus Track]
1. フーズ・ザット・ガール? (アコースティック・ミックス) / Who's That Girl?(Acoustic Mix) /
2. アワ・リップス・アー・シールド / Our Lips Are Sealed
3. マイ・ジェネレーション / My Generation